# Peltaspermales
Die Peltaspermales sind eine mesozoische Ordnung der ausgestorbenen Pflanzengruppe der Samenfarne. 

## Merkmale

### Blätter
Lepidopteris ist die verbreitetste Blatt-Gattung der Peltaspermales auf Gondwana, kommt aber auf beiden Hemisphären vor. Die Blätter sind doppelt gefiedert, zwischen den Fiederblättchen stehen noch Zwischenfiedern. Auf der Epidermis sitzen kleine Bläschen, ein Merkmal, das auch andere Organe auszeichnet.
Callipteris ist auf der Nordhalbkugel weit verbreitet vom Karbon bis zur Trias. In der Vergangenheit galt es als biostratigraphischer Marker für das untere Perm. Etliche Arten der Gattung wurden in neue Gattungen überführt: Rhachiphyllum, Lodevia, Arnhardtia, Sphenocallipteris und Dichophyllum. Das häufigste Fossil ist Callipteris conferta mit doppelt bis dreifach gefiederten Wedeln und alethopteroiden Fiederblättchen: sie sitzen im spitzen Winkel an der Rhachis, die Basis ist an der unteren Seite herablaufend, die Versorgung erfolgt durch ein Leitbündel, das sich gabelig verzweigt und so stark gebogene Seitennerven bildet. Weitere Blatt-Gattungen, die zu den Peltaspermales gestellt werden, sind Tatarina, Scytophyllum, Vittaephyllum und Pursongia aus Russland. 

### Pollen-Organe
Antevsia sind doppelt gefiederte, planare Mikrosporophylle, an denen wechselständig die primären Seitenzweige (Fiedern) stehen. Diese sind in zwei bis fünf Seitenzweige unterteilt, auf jedem davon sitzen vier bis zwölf ungestielte Pollensäcke an der abaxialen Seite. Rhachis und primäre Zweige zeigen bläschenförmige Schwellungen. 
Die Pollenkörner sind oval, mit 30 bis 40 µm klein, monosulcat (ein Keimfurche) und haben glatte Wände. Sie entsprechen dem Taxon Cycadopites. 

### Samenbildende Organe
Die verbreitetste Gattung ist Peltaspermum, die aus einer zentralen Achse mit wechselständigen, in einer Ebene stehenden Seitenzweigen besteht. Jeder Zweig trägt am Ende eine gelappte Scheibe oder Kopf. Bei Peltaspermum thomasii sitzt dieser Kopf mit dem Rand an seinem Stiel und trägt zwei Samenanlagen an der Unterseite. Bei Peltaspermum rotula sitzt die Scheibe schildförmig am Stiel und trägt 10 bis 12 Samenanlagen.
Autunia besitzt schraubig angeordnete, bilateralsymmetrische Megasporophylle, die mit einem randständigen Stiel an der Zentralachse sitzen. Die Sporophylle sind flach und laubblattartig, an der Unterseite sitzen ein bis zwei Samenanlagen. Zu Autunia gehören auch die Blätter von Callipteris conferta und die Pollen-Organe Ptermostrobus gimmianus.
Die Zugehörigkeit von Supaia aus China und Karibacarpon aus Simbabwe zu den Peltaspermales ist nicht restlos geklärt.

## Verbreitung
Die Peltaspermales sind weltweit vom oberen Karbon bis in die Trias bekannt. 

## Systematische Stellung
Die Peltaspermales dürften keine monophyletische Gruppe darstellen. In kladistischen Analysen der Samenpflanzen kamen Vertreter der Peltaspermales sowohl als Schwestergruppe der Corystospermales wie unterhalb der Klade (Anthophyta + rezente Nacktsamer) zu liegen.

## Belege
- Thomas N. Taylor, Edith L. Taylor: The Biology and Evolution of Fossil Plants. Prentice Hall, Englewood Cliffs 1993, S. 579–585. ISBN 0-13-651589-4
- E.L. Taylor, T.N. Taylor, H. Kerp, E.J. Hermsen: Mesozoic seed ferns: Old paradigms, new discoveries. Journal of the Torrey Botanical Society, Band 133, 2006, S. 62–82